# Casa d'Anne Frank
La Casa d'Anne Frank (en neerlandès: Anne Frankhuis) al Prinsengracht a Amsterdam, Països Baixos, és un museu dedicat a la diarista de guerra jueva Anne Frank, que es va amagar de la persecució nazi amb la seva família i quatre persones més en les habitacions ocultes al fons de l'edifici. Així com la preservació de l'amagatall (conegut en neerlandès com a Achterhuis) i una exhibició sobre la vida i temps d'Anne Frank, el museu funciona com un espai per ressaltar totes les formes de persecució i discriminació.
Va obrir el 3 de maig del 1960 amb l'ajuda de subscripció pública, tres anys després que una fundació fos establerta per tal de protegir la propietat que buscaven enderrocar la casa.

## Història de la casa

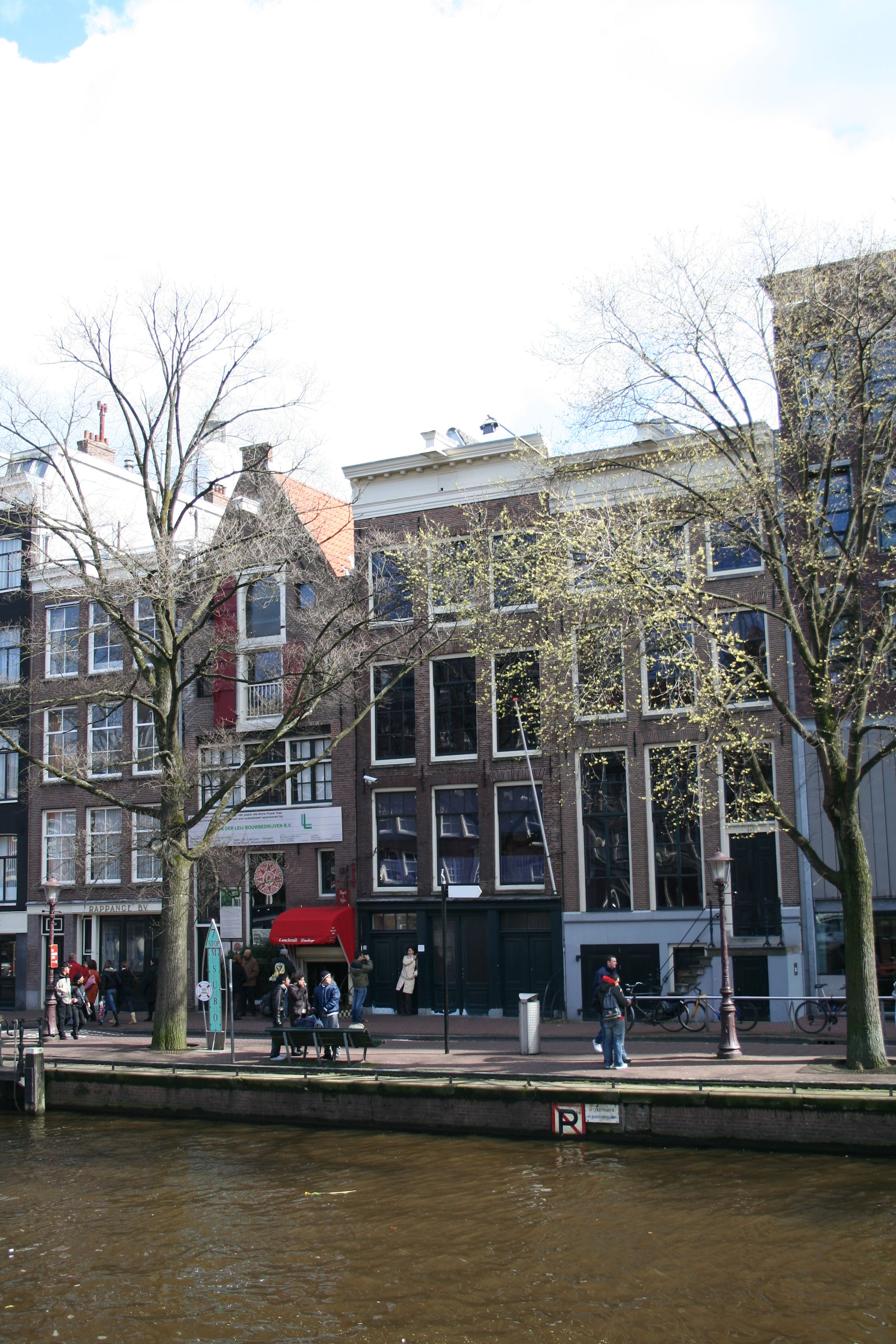
Casa d'Anne Frank (Amsterdam).

La casa i la que està al costat amb el número 265, que va ser comprada més tard pel museu, va ser construïda per Drik van Delft el 1635. La façana que dona al canal data d'una renovació del 1739 quan l'annex posterior va ser enderrocat i es va construir l'edifici en el seu lloc. Va ser originalment una residència privada, després un magatzem, i al segle xix el magatzem frontal amb les seves àmplies portes com d'estable va servir per allotjar cavalls. A l'inici del segle xx, un productor d'articles per a la llar va ocupar l'edifici, seguit el 1930 per un productor de rotlles de piano que va deixar l'edifici el 1939. L'1 de desembre del 1940 el pare d'Anne, Otto Heinrich Frank va moure les oficines de la companyia d'espècies i conserves en la qual treballava, Opekta i Pectacon, d'una direcció al canal Singel a Prinsengracht 263.
La planta baixa consistia en tres seccions; el front tenia els béns i l'entrada per lliuraments, darrere hi havia la secció intermèdia on les espècies es molien, i al fons, el qual era la planta baixa de l'annex, era el magatzem on els béns estaven emmagatzemats per a la seva distribució. Al primer pis hi havia les oficines dels empleats de Frank; Miep Gies, Bep Voskuijl i Johannes Kleiman a l'oficina frontal; Victor Kügler a la del mig; amb Otto Frank a l'oficina del fons sobre el magatzem, l'espai on s'amagaria juntament amb la seva família durant dos anys fins al seu descobriment per les autoritats nazis.
L'Achterhuis ("Casa del darrere" en neerlandès) o Annex Secret - com és anomenat al Diari d'Anne Frank - és l'extensió del darrere de l'edifici. Estava ocult a la vista per cases en els quatre costats del pati interior. La seva aïllada posició ho feia un lloc ideal perquè Otto Frank, la seva esposa Edith, les seves dues filles (de les que Anne era la menor), i altres quatre persones jueves, busquessin refugi de la persecució nazi. Malgrat que la quantitat total de pis habitable eren només 46.45 metres quadrats, Anne Frank va escriure en el seu diari que era relativament luxós comparat amb altres amagatalls dels que havien escoltat. Van romandre amagats dos anys i un mes fins que van ser traïts de manera anònima a les autoritats nazis, arrestats i deportats a camps de concentració. Del grup que s'amagava, només Otto Frank va sobreviure a la guerra.
Després que els amagats fossin arrestats, l'amagatall va ser buidat per ordres dels oficials que els van arrestar i tots el contingut que va quedar (roba, mobles i estris personals) de la família Frank i els seus amics van ser presos com a propietat del govern i distribuïdes a famílies que havien estat bombardejades a Alemanya. Abans que l'edifici fos buidat Miep Gies i Bep Voskuijl, els qui havien ajudat a amagar a les famílies, van tornar a amagar malgrat les ordres de la policia neerlandesa i rescatar alguns béns personals. Entre els béns que van recuperar hi havia el Diari d'Anne Frank.
Després que Otto Frank tornés a Amsterdam, li van ser lliurats els documents i diaris d'Anne, i subseqüentment compilà parts en un llibre publicat en neerlandès l'any 1947 sota el títol Het Achterhuis, el qual havia estat escollit per Anne com el nom de les seves memòries o una novel·la basada en les seves experiències a l'amagatall. Achterhuis és un terme d'arquitectura neerlandès donat a la casa-posterior i s'usa en contrast amb Voorhuis (casa-davantera), però quan començà la traducció a altres idiomes, es van adonar que els lectors no estarien familiaritzats amb el terme i es va decidir per un de més evocatiu (l'Annex Secret) presentaria millor la idea de la posició oculta de l'edifici.

## Museu
Els visitants que volien veure les cambres secretes van començar a anar a la casa poc després que el llibre fos publicat i a molts els van ser mostrats pels empleats que havien amagat a les famílies. El 1955 la companyia va decidir moure's a noves instal·lacions i la mansana sencera li va ser venuda a un agent de béns immobles que havia demanat una ordre de demolició amb la intenció de construir una fàbrica. El periòdic neerlandès Het Vrije Volk començà una campanya per salvar l'edifici i considerar-lo com a propietat protegida el 23 de novembre del 1955. Els defensors van realitzar una protesta fora de l'edifici en el dia de la demolició i la propietat va rebre una suspensió en espera de sentència. La Fundació Anne Frank va ser posada en marxa per Otto Frank i Johannes Kleiman el 3 de maig del 1975 amb l'objectiu principal de recollir suficients fons per comprar i restaurar l'edifici. A l'octubre del mateix any, la companyia que l'havia adquirit, en feu donació a la Fundació com un gest de bona voluntat. Els fons recol·lectats van ser usats per a comprar la casa contigua, el número 265, poc abans que els edificis restants fossin enderrocats com estava planejat i l'edifici va obrir al públic el 1960.
Des de l'inici, l'antic amagatall d'Anne Frank va atreure una gran quantitat d'interès, especialment després que les traduccions i dramatitzacions del Diari la fessin una figura coneguda a través del món. Més de 9.000 visitants es van registrar el primer any. En una dècada es va duplicar el nombre. A través dels anys, l'edifici va haver de ser reformat per protegir el gran nombre de visitants i com a resultat va tancar temporalment el 1970 i el 1999.
El 28 de setembre del 1999 la Reina Beatriu I dels Països Baixos reobrí el museu, que ara incorporava l'edifici complet entre espais d'exhibició, una llibreria i un cafè, i presentava a les oficines de la casa frontal reconstruïdes al seu estat en la dècada del 1940. El 2007, més d'un milió de persones visitaren el museu.
En exhibició al museu hi ha l'Oscar que Shelley Winters va guanyar, i posteriorment va donar al museu, per la seva interpretació com Petronella van Daan a El diari d'Anne Frank.